# Avenged Sevenfold
Avenged Sevenfold — американський метал-гурт з Каліфорнії, створений у 1999 році. Прославився завдяки виходу третього альбому City of Evil. Перші два альбоми відносять до напрямку хардкор, наступні — до різних відгалужень важкого металу, зокрема стилю — NWOAHM (New Wave Of American Heavy Metal). Найбільший успіх мав альбом City of Evil (наклад: 700 тис. копій) — він і став платиновим; золотими стали: Waking the Fallen та Avenged Sevenfold.

## Історія гурту
Гурт створено 1999 року: він жодного стосунку до релігії не має, хоч назву взято з Біблії.
Творча біографія гурту почалася в 1999 році. До того вона складалася з чотирьох людей M. Shadows, Zacky Vengeance, The Reverend (28.12.2009 дата смерті) і Matt Wendt (ексбасист). Гурт випустив демо з трьома піснями «Forgotten Faces», «The Art of Subconscious Illusion» і «Thick and Thin». Гурту бракувало соло-гітариста (Zacky був лише ритм-гітаристом), тоді The Rev покликав в гурт учасника свого гурту Pinkly Smooth, Сіністера Гейтса.
Альбом Waking the Fallen видано компанією Hopeless Records (як і Sounding the Seventh Trumpet), і відмічено хорошими відгуками в журналі Rolling Stone. Відразу після релізу A7X підписали контракт з Warner Bros. Records.
Наступний реліз — альбом City of Evil 5 червня 2005 став своєрідним переходом гурту від одного стилю до іншого. Вокаліст A7X M. Shadows майже повністю відмовився від так званого «скріму» на користь співу. Гітарні партії стали звучати набагато жорсткіше і технічніше, в класичному метал-стилі. Альбом отримав статус «золотого» у січні 2006 і був представлений на 63 місці в журналі «Guitar World» в номінації «Топ-100 величніших гітарних альбомів».
6 червня 2006 гурт виступив в Німеччині на розігріві гуртуMetallica, провівши турне разом із ними.
17 липня 2007 випущено DVD «All Excess», який включає 156 хвилин розповіді про членів гурту як на сцені, так і поза нею, а також 4 концертних відео і 4 кліпи.
Однойменний альбом гурту видано 19 жовтня 2007 року, дебютувавши відразу на четвертій позиції Billboard 200. Avenged Sevenfold одразу розійшовся тиражем у 94 000 копій — це був останній альбом, записаний у «золотому складі».
16 вересня 2008 випущено новий концертний DVD гурту, «Live in the LBC & Diamonds in the Rough». Альбом складається із двох частин: CD-альбому і DVD-виступу.
28 грудня 2009 близько 13:00 години дня на прохання родичів викликали пожежників в будинок Джеймса Саллівана (The Rev). Його знайдено мертвим у власному домі, але поліція заперечує версію вбивства: причиною смерті стало випадкове передозування ліків і алкоголю.
18 лютого 2010 учасниками гурту було повідомлено, що запис нового альбому відбудеться разом з барабанщиком гурту Dream Theater Майком Портним, що й пізніше підтвердив і сам Майк.
27 липня вийшов альбом Nightmare і потрапив на позицію № 1 в США, змістивши з першого рядка Billboard 200 новий альбом Емінема.
З кінцем 2010 Майк Портной покинув гурт.
У 2013 році вийшов альбом Hail to the King
У 2016 році вийшов альбом The Stage
У 2023 році вийшов альбом Life Is but a Dream...

## Склад гурту
- M. Shadows (Меттью Чарльз Сандерс) — вокал
- Synyster Gates (Браян Елвін Хейнер-молодший) — соло-гітара
- Zacky Vengeance (Захарі Джеймс Бейкер) — ритм-гітара
- Johnny Christ (Джонатан Льюїс Сьюард) — бас-гітара
- Brooks Wackerman (Брукс Вакерман) — ударні

Колишні учасники
- Justin Meacham — бас-гітара (2000—2002)
- Dameon Ash — бас-гітара (2002)
- Mark Mallete — бас-гітара (1999—2000)
- The Reverend (Джеймс Оуен Салліван)† — ударні (1999—2009)
- Arin Ilejay (Ерін Елахай) — ударні (2011—2015)

Тимчасові учасники
- Майк Портной (Mike Portnoy) — ударні (лютий 2010-грудень 2010)

## Дискографія

### Студійні альбоми
- Sounding the Seventh Trumpet (2001)
- Waking the Fallen (2003)
- City of Evil (2005)
- Avenged Sevenfold (2007)
- Nightmare (2010)
- Hail to the King (2013)
- The Stage (2016)
- Life Is but a Dream... (2023)

### Живі альбоми
- Live in the LBC & Diamonds in the Rough (2008)
- Live at the GRAMMY Museum® (2017)

### Відео альбоми
- All Excess (2007)

### Мініальбоми
- Warmness on the Soul (2001)
- Welcome to the Family (2010)
- Black Reign (2018)